# Strophanthus puberulus
Strophanthus puberulus är en oleanderväxtart som beskrevs av Ferdinand Albin Pax. Strophanthus puberulus ingår i släktet Strophanthus och familjen oleanderväxter. Inga underarter finns listade i Catalogue of Life.